# Титово (Урицкий район)
Титово — деревня в Урицком районе Орловской области России.
Входит в состав Котовского сельского поселения.

## География
Расположена на левом берегу реки Орлик севернее села Сергиевское, граничит на севере с деревней Мелынки, на юге — с деревней Титово-Матыка.
В деревне имеется одна улица — Титово.

## Население
| 2010 |
| ---- |
| 34   |